# Gran Sinagoga de Pilsen

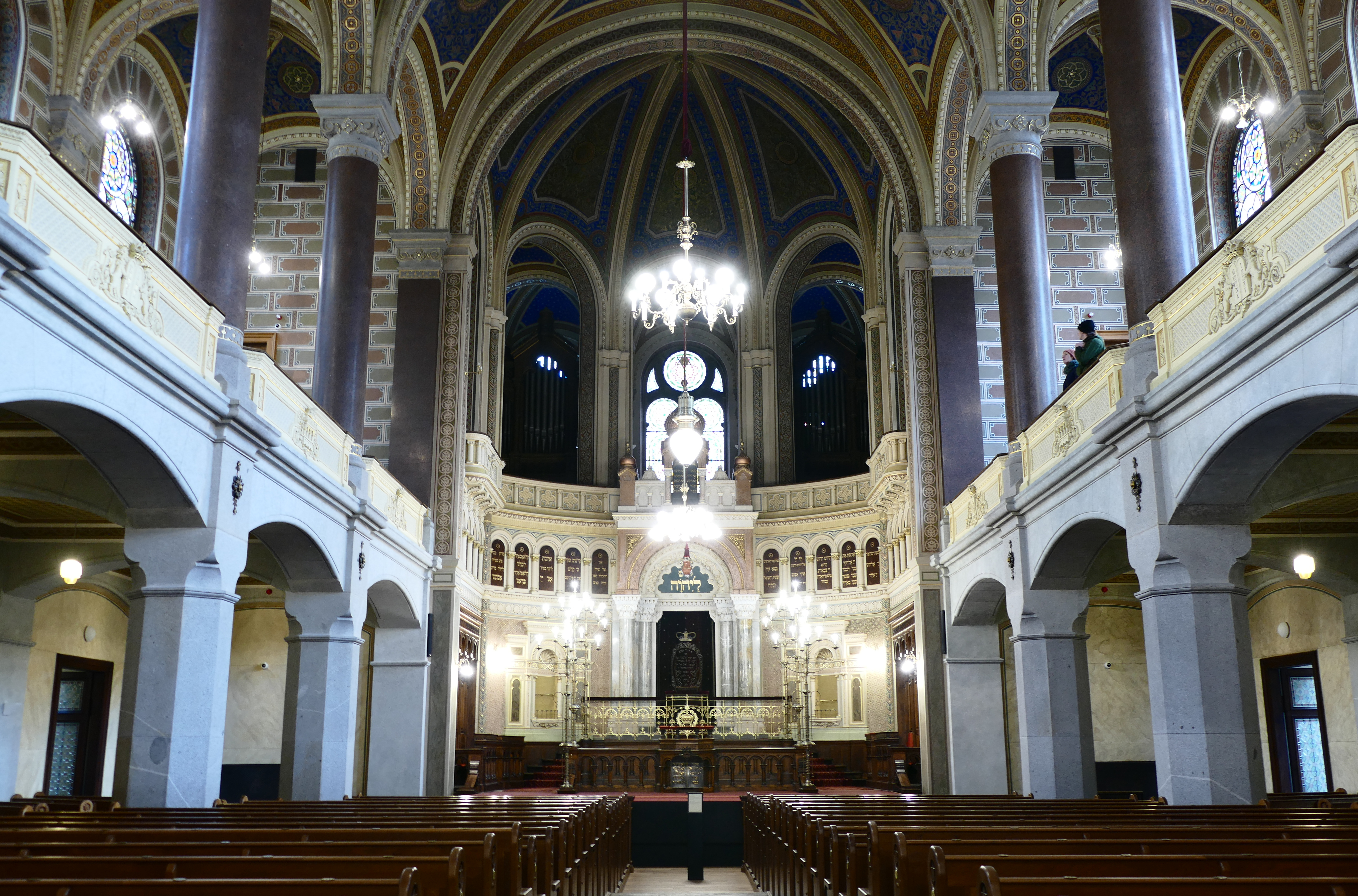
Interior de la gran sinagoga

La Gran Sinagoga de Pilsen (en checo, Velká Synagoga), situada en la ciudad de Pilsen, República Checa, es la segunda sinagoga más grande de Europa (después de la Gran Sinagoga de Budapest) y la tercera más grande del mundo. La Gran Sinagoga presenta una mezcla de estilos excepcional, desde las cúpulas bulbosas típicas de una iglesia ortodoxa rusa, un techo al estilo árabe, hasta un aspecto indio del Aron Ha-Kodesh. En la actualidad sirve como prestigiosa sala de conciertos, aunque parte de ella se sigue usando también para los servicios religiosos.

## Antecedentes
Los judíos han estado viviendo en Pilsen desde comienzos del siglo XIV. Existen muchos registros de transacciones comerciales entre judíos y cristianos del siglo XV, y sin embargo este período relativamente tranquilo tocó su fin en 1504 con la expulsión de los judíos de la ciudad. No es hasta 1848 que la emancipación de los judíos del Imperio austríaco conduciría a la eliminación de todas las restricciones. De los 32 judíos que residían en Pilsen en 1821, la comunidad local alcanzó unos 1200 miembros en 1870 (a pesar de los pogromos de 1866). Al mismo tiempo, comerciantes judíos de toda la Bohemia occidental y de Praga acudían a Pilsen atraídos por sus mercados.
A la luz de la prosperidad de los judíos de la ciudad, contando con unas 2000 personas en 1892, empezó ese mismo año la construcción de la Gran Sinagoga (no fue la primera, pero en definitiva la más grande y suntuosa; la precedieron otra sinagoga en 1859 y un cementerio judío tres años antes). A comienzos del siglo xx la comunidad de Pilsen llegó a ser una de las más grandes e influyentes de Bohemia, y en 1918 hasta llegó a tener dos rabinos, uno de habla checa y el otro de habla alemana, las dos lenguas dominadas por los judíos de esa región, aunque también hubo conflictos entre las diferentes corrientes de la comunidad. En 1921 hubo hasta 3117 judíos en Pilsen.
En el otoño de 1938 comenzaron a arribar a Pilsen muchos judíos procedentes de las comunidades del Sudetenland, que había sido anexado a la Alemania nazi en los Acuerdos de Múnich, por lo que la comunidad local creció todavía más, convirtiendo la Gran Sinagoga en un lugar céntrico que servía tanto como templo para las prácticas religiosas como para asambleas y reuniones,

## Construcción
Los planos originales de la Gran Sinagoga fueron elaborados por el arquitecto vienés Max Fleischer al estilo gótico con contrafuertes de granito y torres gemelas de 65 metros. Con la colocación de la piedra angular el 2 de diciembre de 1888 llegó también el final del proyecto, que nunca vio la luz debido a que los ediles de la ciudad temían una posible competencia (arquitectónica) con la cercana Catedral de San Bartolomé.
En 1890 se presentó un diseño alternativo, conservando gran parte del plano original y, por lo tanto, la piedra angular, pero reduciendo la altura de las torres en 20 metros. En esta propuesta se hizo patente su aspecto distintivo que combinaba estilos románticos y neorrenacentistas adornados con ornamentos orientales y una gigante estrella de David. El maestro de obras Rudolf Štech completó los trabajos de construcción en 1893, por el módico precio de 162 138 florines de la época..

## Segunda Guerra Mundial y Posguerra
Durante la ocupación nazi en los años 1939-1945, la comunidad judía de Pilsen quedó prácticamente aniquilada. Sin embargo, la Gran Sinagoga, que hasta entonces había sido utilizada más de cuatro décadas sin interrumpir, se salvó gracias a su uso por los alemanes como instalación de almacenaje durante la mayor parte de la guerra (un uso que se daba a muchas de las sinagogas de la Europa ocupada).
La diezmada comunidad judía retomó la posesión de la sinagoga al final de las hostilidades, reanudando los servicios, aunque debido a su tamaño y a las autoridades comunistas, no se pudo mantener por mucho tiempo. El último servicio regular se celebró en 1973, tras lo cual fue clausurada, dejándose caer en mal estado bajo el dominio soviético.
Entre 1995 y 1998 se llevó a cabo la gran restauración del edificio (costando unos 63 millones de coronas checas), volviendo a abrir sus puertas el 11 de febrero de 1998. La sala principal sirve en la actualidad como sala de conciertos debido a su excelente acústica y un ambiente único. Por ella han pasado famosos como Joseph Malowany, Peter Dvorský o Karel Gott, mientras que las paredes albergan exposiciones fotográficas contemporáneas de diversas causas. Sin embargo, una parte de la sinagoga sigue sirviendo de vez en cuando para los servicios religiosos de la pequeña comunidad judía de la ciudad.